# The Electronic Intifada
Electronic Intifada (EI) is een website die het Arabisch-Israëlisch conflict vanuit Palestijns perspectief belicht. Electronic Intifada is opgericht door Ali Abunimah, Arjan El Fassed, Laurie King en Nigel Parry.

## Geschiedenis
EI werd in februari 2001 opgericht door Ali Abunimah, een Amerikaanse burger van Palestijnse afkomst; Arjan El Fassed, mensenrechtenactivist gevestigd in Nederland; Laurie King, een antropoloog en voormalig coördinator van de International Campaign for Justice for the Victims of Sabra and Shatila en hoofdredacteur van het Journal of Palestine Studies in Washington; en Nigel Parry, momenteel een eclectische internetconsultant, schrijver en muzikant gevestigd in Pittsburgh.
In april 2008 publiceerde The Electronic Intifada een artikel met e-mails die waren uitgewisseld door leden van het Committee for Accuracy in Middle East Reporting in America (CAMERA).[4] Het verklaarde doel van de groep was "ons te helpen voorkomen dat aan Israël gerelateerde vermeldingen op Wikipedia besmet zouden raken door anti-Israël-redacteuren". Vijf Wikipedia-redacteuren die betrokken waren bij een CAMERA-campagne, werden gesanctioneerd door Wikipedia-beheerders, die schreven dat de open aard van het project "fundamenteel onverenigbaar is met de oprichting van een besloten groep om heimelijk het bewerken door ideologisch gelijkgestemde individuen te coördineren".
Volgens hun website wordt The Electronic Intifada voornamelijk gefinancierd door haar lezers, met aanvullende fondsen verstrekt door particuliere stichtingen. Het ontvangt geen fondsen van overheden of politieke partijen. In 2010 ontving het US$ 130.000 aan donaties van individuen en US$ 83.000 van particuliere stichtingen.

### Conflict met NGO Monitor over Nederlandse financiering
Electronic Intifada kwam in 2010 in het nieuws doordat de Israëlische niet-gouvernementele organisatie NGO Monitor stelde dat het van de Nederlandse overheid via de Nederlandse organisatie ICCO overheidssteun ontvangt voor het uitdragen van een anti-Israëlisch standpunt. NGO Monitor stelde daarbij dat op Electronic Intifada structureel vergelijkingen zouden worden getrokken tussen Israël en het optreden van de nazi's en tussen Israël en het Zuid-Afrikaanse Apartheidsbewind.

## Receptie
Gil Sedan, een verslaggever van het Jewish Telegraphic Agency, beschreef EI in 2001 als een 'cyberpropagandasite' die 'kan bijdragen aan een beter begrip van de Palestijnse zaak', maar zei ook dat de site 'te bevooroordeeld is om van veel nut te zijn voor reguliere publicaties'.
Hannah Brown van The Jerusalem Post beschreef EI in 2002 als "een van de meest uitgebreide" sites die een "Palestijns perspectief op het nieuws" biedt. Volgens Brown is EI een "zeer professionele, gebruiksvriendelijke en goed geschreven" website. Op dat moment bevatte het foto's "zoals een foto van een eenzame, kleine Palestijnse jongen die een steen op een Israëlische tank richt."
Politiek journalist Alexander Cockburn stelde in 2000 in The Nation: "er zijn een aantal uitstekende nieuwskanalen voor degenen die een eerlijke verslaggeving willen", waarbij hij The Electronic Intifada en het Middle East Research and Information Project omschreef als "betrouwbaar".
NRC Handelsblad, een grote Nederlandse mainstream krant, raadde The Electronic Intifada aan bij haar lezers in 2006, op het hoogtepunt van de oorlog in Libanon. NRC schreef: "Zo bericht de Engelstalige nieuwssite Electronic Intifada (EI) vanuit Palestijns perspectief, maar wel zo onpartijdig mogelijk. EI is vaak sneller dan de gevestigde media."